# Triptammina
La triptammina (o, meno correttamente, triptamina) è un alcaloide presente in alcune piante, funghi ed animali. Contiene un anello indolico ed è strutturalmente simile all'amminoacido triptofano, da cui deriva il suo nome. La triptammina si trova in alcune aree del cervello dei mammiferi e svolge ruolo di neuromodulatore e neurotrasmettitore. È la spina dorsale di un gruppo di composti noti collettivamente come triptammine. Questo gruppo comprende composti molto attivi biologicamente, tra cui neurotrasmettitori e sostanze psichedeliche.

## Sintesi
La reazione di sintesi della triptammina e delle triptammine in generale è la reazione di Abramovitch-Shapiro.

## Derivati della triptammina
I composti triptamminici più noti sono la serotonina, un importante neurotrasmettitore, e la melatonina, ormone coinvolto nella regolazione del ciclo sonno-veglia. Alcaloidi triptamminici sono stati trovati in funghi, piante ed animali e vengono utilizzati da esseri umani per i loro effetti psicotropi. Esempi famosi sono la psilocibina (dai "funghetti psichedelici", ovvero varie specie appartenenti principalmente al genere Psilocybe) e la DMT (da numerose fonti vegetali). Sono state realizzate anche molte triptammine sintetiche, dette triptani e oggetto di studi. La tabella di seguito elenca alcune triptammine tra le più comuni.

## Piante contenenti triptammine
Moltissime piante, se non la maggior parte, contengono piccolissime percentuali di triptammina la quale funge da intermediario al metabolismo dell'ormone vegetale acido indol-3-acetico. Maggiori percentuali si possono trovare in piante dei generi Acacia, Virola, Desmodium e Mimosa.

Struttura generale di una triptammina

| Nome comune       | Origine     | Rα     | R4    | R5       | RN1       | RN2       | Nome scientifico                             |
| ----------------- | ----------- | ------ | ----- | -------- | --------- | --------- | -------------------------------------------- |
| Bufotenina        | Naturale    | H      | H     | OH       | CH3       | CH3       | 5-idrossi-N,N-dimetiltriptammina             |
| DMT               | Naturale    | H      | H     | H        | CH3       | CH3       | N,N-dimetiltriptammina                       |
| Melatonina        | Naturale    | H      | H     | OCH3     | O=C-CH3   | H         | 5-metossi-N-acetiltriptammina                |
| 5-MeO-DMT         | Naturale    | H      | H     | OCH3     | CH3       | CH3       | 5-metossi-N,N-dimetiltriptammina             |
| NMT               | Naturale    | H      | H     | H        | H         | CH3       | N-metiltriptammina                           |
| Psilocibina       | Naturale    | H      | PO4   | H        | CH3       | CH3       | 4-fosforilossi-N,N-dimetiltriptammina        |
| Psilocina         | Naturale    | H      | OH    | H        | CH3       | CH3       | 4-idrossi-N,N-dimetiltriptammina             |
| Baeocistina       | Naturale    | H      | OPO3H | H        | H         | CH3       | 4-fosforilossi-N-metiltriptamina             |
| Norbaeocistina    | Naturale    | H      | OPO3H | H        | H         | H         | 4-fosforilossi-N-triptamina                  |
| Serotonina        | Naturale    | H      | H     | OH       | H         | H         | 5-idrossitriptammina                         |
| N-metilserotonina | Naturale    | H      | H     | OH       | CH3       | H         | 5-idrossi-N-metiltriptammina                 |
| Triptofano        | Naturale    | COOH   | H     | H        | H         | H         | α-carbossiltriptammina                       |
| AET               | artificiale | CH2CH3 | H     | H        | H         | H         | α-etiltriptammina                            |
| AMT               | artificiale | CH3    | H     | H        | H         | H         | α-metiltriptammina                           |
| DET               | artificiale | H      | H     | H        | CH2CH3    | CH2CH3    | N,N-dietiltriptammina                        |
| DiPT              | artificiale | H      | H     | H        | CH(CH3)2  | CH(CH3)2  | N,N-diisopropiltriptammina                   |
| DPT               | artificiale | H      | H     | H        | CH2CH2CH3 | CH2CH2CH3 | N,N-dipropiltriptammina                      |
| 5-MeO-AMT         | artificiale | CH3    | H     | OCH3     | H         | H         | 5-metossi-α-metiltriptammina                 |
| 4-HO-DET          | artificiale | H      | OH    | H        | CH2CH3    | CH2CH3    | 4-idrossi-N,N-dietiltriptammina              |
| 4-HO-DIPT         | artificiale | H      | OH    | H        | CH(CH3)2  | CH(CH3)2  | 4-idrossi-N,N-diisopropiltriptammina         |
| 5-MeO-DIPT        | artificiale | H      | H     | OCH3     | CH(CH3)2  | CH(CH3)2  | 5-metossi-N,N-diisopropiltriptammina         |
| 4-HO-MiPT         | artificiale | H      | OH    | H        | CH(CH3)2  | CH3       | 4-idrossi-N-isopropil-N-metiltriptammina     |
| Sumatriptan       | artificiale | H      | H     | SO2NHCH3 | CH3       | CH3       | 5-metilamminosulfonil-N,N-dimetiltriptammina |
| Nome comune       | Origine     | Rα     | R4    | R5       | RN1       | RN2       | Nome scientifico                             |